# Provinciale weg 363
De provinciale weg 363 (N363) is een provinciale weg in de provincie Groningen. De weg verbindt de N361 ten noorden van Winsum met de N33 bij Spijk. Tussen Roodeschool en Oosteinde sluit de weg aan op de N46 richting Groningen en Eemshaven.
De weg is uitgevoerd als tweestrooks-gebiedsontsluitingsweg met buiten de bebouwde kom een maximumsnelheid van 80 km/h. In de gemeente Het Hogeland heet de weg achtereenvolgens Winsumerweg, Warffumerweg, Juffer Marthastraat, Oostervalge, Industrieweg, Uithuizerweg, Hoofdstraat en Hooilandseweg. In de gemeente Eemsdelta heet de weg Hogelandsterweg.